# ウズベキスタンの農業

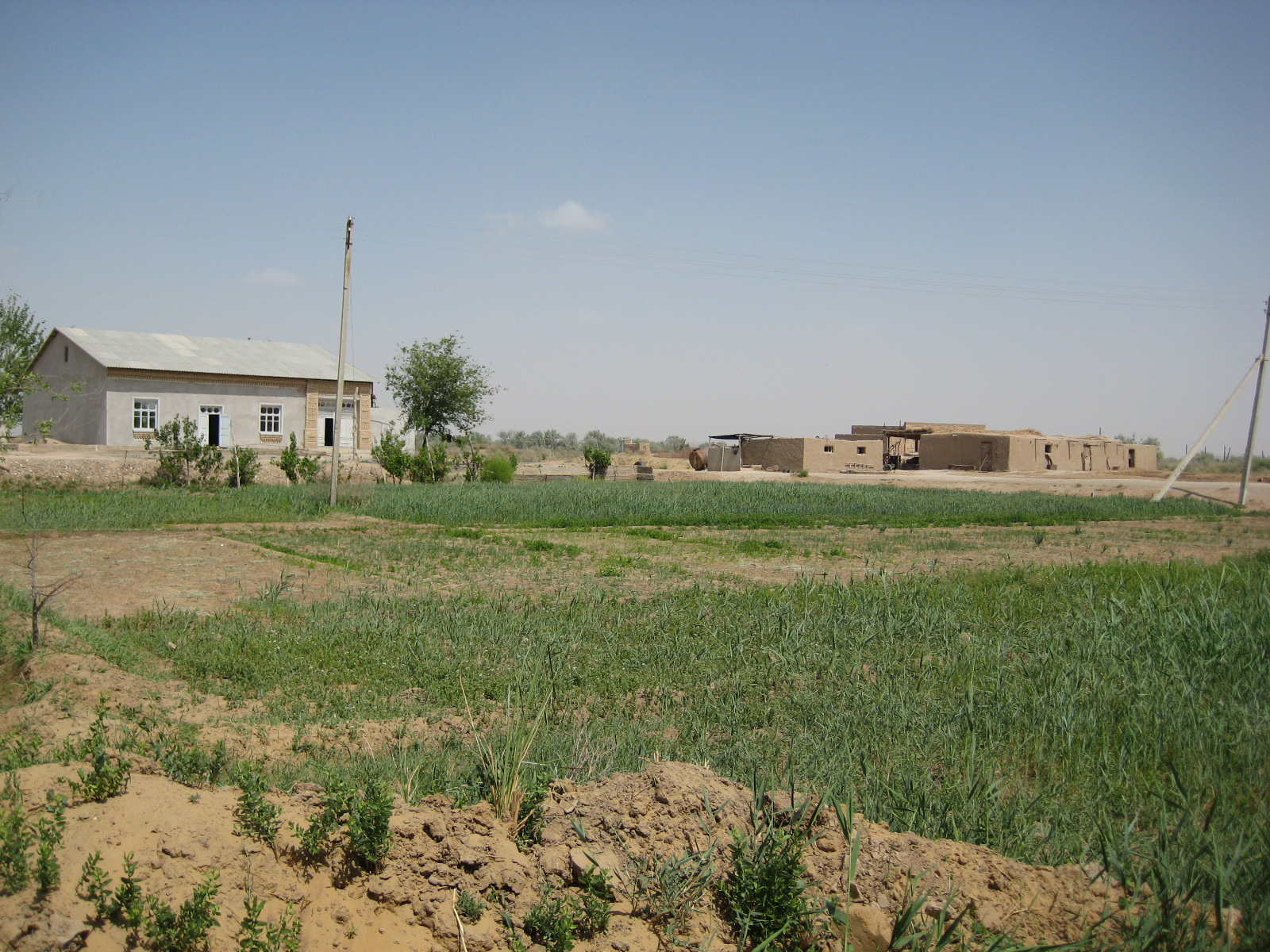
ホラズム州の典型的なデフカン農場。個人住宅、0.3～0.4haの耕作地、畜産用施設からなっている。

本項目では、ウズベキスタンの農業について概説する。
ウズベキスタンの児童労働も参照

## 概要
2006年のデータによると、ウズベキスタン国内において労働者の28%が農業に従事しており、国内総生産（GDP）の24％を農業関連項目が占めている。ウズベキスタンは国内の大部分が大陸性気候であり、主に川沿いの盆地やオアシスの付近で農業が行われている。耕作地はウズベキスタンの国土全体の約10％にあたる440万ヘクタールであり、綿花などの作物の他牧草地としても利用されている。国土の約50％は砂漠気候にあたる牧草地であり、この地域ではヒツジなどの牧畜のみが行われている 。

## 農業生産
綿花はウズベキスタンで最も生産量の多い農業製品であり、2006年時点において輸出額の約17%を占めている。綿花の年間生産量は約100万トン（世界の全生産量の4 - 5%にあたる）であり、70 - 80万トンを外国に輸出している（世界の輸出量の約10%）。ウズベキスタンは世界第6位の綿花生産国であり、世界第2位の綿花輸出国である。しかし、国内の食の安定供給や単一作物生産に頼った農業経済の危険性のため、ウズベキスタンでは次第にその農業の軸足を綿花から穀物へと移している。これに伴い綿花栽培の農地面積は1990年の180万ヘクタールから2006年には140万ヘクタールにまで減少している一方で、穀物の作付面積は100万ヘクタールから160万ヘクタールへと増加している。このような農業形態の変更のもう一つの要因としては、環境面の変化があげられる。ウズベキスタン国内では綿花栽培のために灌漑や人工授粉による収穫量の増加政策を大規模に展開した結果、アラル海が急激に縮小し、周辺地域は塩害などの著しい土壌汚染に悩まされている。
主要な穀物として、小麦、大麦、トウモロコシ、そして十分な灌漑が必要とされる米などが栽培されている。他にも、ゴマ、玉ねぎ、亜麻、タバコの生産が行われている。青果は主に国内でのみ消費されるものの、ドライフルーツは国外へと輸出されている。ウズベキスタンのメロンはその日持ちの良さと独特の味わいで知られており、主にCIS諸国へと輸出されている。
ブハラではカラクールというヒツジの品種が飼育されており、ヒツジの毛皮は伝統的な輸出商品となっていたが、現在ではその輸出量は大きく減少している。カラクールの毛皮の生産量は1990年は140万個であったが、2004年には70万個へと半減している。ウシやヒツジ、トリなどの家畜は毛皮などを生み出すためではなく、食料として育てられるようになった。ウズベキスタンには300万頭のウシがおり、年間500万リットルの牛乳を生産している。年間一頭あたりの牛乳の生産量約1,600kgはCIS諸国において最低であり（ロシアやウクライナ、モルドバなどでは年間一頭あたり2,500kgを生産している）、EU諸国や北米の国々と比べても著しく低い。一頭あたりの牛乳の生産量が低い原因としては、与える飼料の量や栄養の不足、品種改良のため人工授精を行うことに関して農業関係者の理解をあまり得られていないという事実がある。
蚕と桑の木は4世紀よりウズベキスタンに存在している。ウズベキスタンは綿花を利用した色鮮やかな模様の入った織物で知られており、織物産業は衰えることなく現在も生産を続けている。

## 経営形態
1991年以前は、ウズベキスタン（当時の名称はウズベク・ソビエト社会主義共和国）の農業はソビエト連邦内の他の共和国と同じく、2つのシステムから成り立っており、大規模な集団国営農場（ソフホーズ、совхоз）とほぼ個人経営による小規模な集団農場（コルホーズ、Колхоз）が共存していた。1992年にウズベキスタンが独立し資本主義による市場経済に移行したことで、3つの異なった種類の農場が生まれることになった。伝統的な個人経営農場はデフカン（dehkan、ウズベク語: деҳқон хўжаликлари、ロシア語: дехканские хозяйства）と名前を変え、以前は国営で行われていた大規模農場はシルカット（shirkat、農業生産協同組合）もしくは他の企業の農場（合資会社や有限責任会社、パートナーシップなど）へと変化した。さらに新しい形態の農場として、中規模農場である小作農家による農場フェルメル（fermer、ウズベク語: фермер хўжаликлари、ロシア語: фермерские хозяйства）が、デフカンより大きくシルカットより小さな農場として導入された。2006年より、フェルメルは国内作付面積全体の75%を占めるようになり、デフカンの12.5%やシルカットの12.5%を大きく上回るようになった。ただし牧畜業においてはこれは当てはまらず、95%のウシがデフカンで育てられており、フェルメルは4%、シルカットが1%を占める状態になっている。デフカン農場は農業総生産額の62%を占めており、フェルメルが32%でこれに続いており、シルカットの占める割合は6%にまで下がっている。